# Boris Shcherbina
Boris Yevdokimovich Shcherbina (Ucrânia, 5 de outubro de 1919 — Moscou, 22 de agosto de 1990) foi um político soviético, de origem ucraniana, que atuou como vice-presidente do Conselho de Ministros da União Soviética de 1984 a 1989. Nesse período, supervisionou a gestão de crises soviéticas após duas grandes catástrofes: o acidente nuclear de Chernobil e o sismo de Espitaque.

## Vida
Shcherbina nasceu em Debaltsevo, RSS da Ucrânia (agora Debaltseve, Donetsk Oblast, Ucrânia) em 5 de outubro de 1919 na família de um trabalhador ferroviário ucraniano.  Ele se juntou ao Partido Comunista da União Soviética (PCUS) em 1939 e se ofereceu para o serviço militar durante a Guerra de Inverno com a Finlândia. Ele era casado com Raisa Pavlovna e os dois tiveram um filho, Yuri Borisovich.
Shcherbina é creditado como co-fundador da indústria de petróleo e gás na Sibéria Ocidental, enquanto servia como primeiro secretário do PCUS em Tyumen Oblast e mais tarde como Ministro da Construção de Indústrias de Petróleo e Gás (1973–1984). Em 1976, Shcherbina tornou-se membro do Comitê Central do Partido Comunista da União Soviética.
Em 1984, ele se tornou vice-presidente do Conselho de Ministros e, como tal, estava encarregado de lidar com o resultado do desastre de Chernobyl em 1986. Shcherbina desempenhou papel semelhante após o catastrófico terremoto armênio de 1988. Ele propôs convidar equipes de resgate internacionais - da Áustria e da Tchecoslováquia.
Em 1990, opôs-se à eleição de Boris Yeltsin para a presidência do Soviete Supremo da RSFSR, descrevendo-o como "um homem de baixas qualidades morais", cuja eleição "abriria o caminho para o período mais negro da história do nosso país". No entanto, Yeltsin foi eleito e se tornou o primeiro presidente da Federação Russa após o colapso da União Soviética um ano depois.

## Morte
Shcherbina morreu em Moscou em 1990, aos 70 anos. Não está claro se sua morte estava relacionada à radiação, pois um decreto de 1988, redigido por ele mesmo, impedia os médicos soviéticos de citarem a radiação como causa de morte ou doença.